# TCエンタテインメント
TCエンタテインメント株式会社（ティーシーエンタテインメント、英: TC Entertainment, Inc.）は、東京都港区に所在する映像ソフト会社。

## 概要
2005年8月に東京放送（TBS、現・TBSホールディングス）とカルチュア・コンビニエンス・クラブ（CCC）の2社の共同出資で設立され、同年12月に事業を開始すると共に、毎日放送（MBS）とアイ・エム・ジェイ（IMJ）の出資を受けた。
TBSテレビや毎日放送が発売するDVDの流通業務を中心に、TBSやIMJが出資する映画や各映像会社が発売するDVDの販売、オリジナル映像ソフトの制作・販売、TBSの番組に連動したモバイルコンテンツの制作や無料DVDの制作・TSUTAYAでの配布などを業務内容とする。
CCCのグループ企業であることから、TSUTAYA独占レンタル作品もそれなりにあるが、TBSグループ外の作品が大半を占めている。

## 主な販売製品
- TBS制作ドラマ作品
  - 天国に一番近い男
  - 花より男子
  - 99.9-刑事専門弁護士-
  - クロサギ
  - 山田太郎ものがたり
  - 魔王
  - ROOKIES
  - スマイル
  - こちら葛飾区亀有公園前派出所
  - SPEC〜警視庁公安部公安第五課 未詳事件特別対策係事件簿〜[2]
  - 南極大陸
  - ATARU
  - 空飛ぶ広報室
  - TAKE FIVE〜俺たちは愛を盗めるか〜
  - 半沢直樹
  - ルーズヴェルト・ゲーム
  - 下町ロケット
  - コウノドリ
  - ダメな私に恋してください
  - 逃げるは恥だが役に立つ
  - 砂の塔〜知りすぎた隣人
  - アンナチュラル
  - 花のち晴れ〜花男 Next Season〜
  - 義母と娘のブルース
  - 初めて恋をした日に読む話
  - 凪のお暇
  - ノーサイド・ゲーム（レンタル版）
  - 4分間のマリーゴールド
  - グランメゾン東京
  - 恋はつづくよどこまでも（レンタル版）
  - テセウスの船
  - MIU404
  - 私の家政夫ナギサさん
  - おカネの切れ目が恋のはじまり
  - キワドい2人-K2-池袋署刑事課 神崎・黒木
  - 恋する母たち
  - 危険なビーナス
  - この恋あたためますか
  - 俺の家の話
  - オー!マイ・ボス!恋は別冊で
  - 天国と地獄〜サイコな2人〜
  - 着飾る恋には理由があって
  - リコカツ
  - プロミス・シンデレラ
- フジテレビ制作ドラマ作品
  - 魔女裁判
  - 0号室の客
  - 泣かないと決めた日
  - 蜜の味〜A Taste Of Honey〜
  - リーガル・ハイ
  -  カラマーゾフの兄弟
  - ロストデイズ
  - 坊っちゃん
  - カインとアベル
  - 貴族探偵
  - 海月姫
  - 隣の家族は青く見える
  - トレース～科捜研の男～
  - ストロベリーナイト・サーガ
  - ポルノグラファー
  - ルパンの娘
  - 教場
  - いとしのニーナ
  - アンサング・シンデレラ 病院薬剤師の処方箋
  - イチケイのカラス
  - SUPER RICH
  - ガリレオ 禁断の魔術
  - 親愛なる僕へ殺意をこめて
  - PICU 小児集中治療室
  - silent
  - 真夏のシンデレラ
- 関西テレビ制作ドラマ作品
  - ギルティ 悪魔と契約した女
  - メディカルチーム レディ・ダ・ヴィンチの診断
  - 嘘の戦争
  - FINAL CUT
  - 僕らは奇跡でできている
  - 僕が笑うと
  - TWO WEEKS
  - FLY! BOYS, FLY! 僕たち、CAはじめました
  - 10の秘密
  - 姉ちゃんの恋人
  - 大豆田とわ子と三人の元夫
  -  ドクター・ホワイト
  - 恋なんて、本気でやってどうするの?
- テレビ朝日制作ドラマ作品
  - 彼女との正しい遊び方
  - 家政婦は見た!
  - 死神くん
  - バーテンダー
  - 私の嫌いな探偵
  - スペシャリスト
  - やすらぎの郷
  - 緊急取調室
  - BG〜身辺警護人〜
  - おっさんずラブ
  - セミオトコ
  - アリバイ崩し承ります
  - 真夏の少年〜19452020
  - にじいろカルテ
  - 消えた初恋
  -  鹿楓堂よついろ日和
  - 未来への10カウント
- テレビ東京制作ドラマ作品
  - 東野圭吾 手紙
  - サ道
  - 死役所
- 読売テレビ制作ドラマ作品
  - 約束のステージ 〜時を駆けるふたりの歌〜
  - チート〜詐欺師の皆さん、ご注意ください〜
  - シロでもクロでもない世界で、パンダは笑う。
- TBS製作映画作品
  - SPACE BATTLESHIP ヤマト
  - ハナミズキ
  - 64-ロクヨン- 前編/後編
  - コーヒーが冷めないうちに
  - ニセコイ
  - 七つの会議
  - かぐや様は告らせたい〜天才たちの恋愛頭脳戦〜
  - 罪の声
  - ヒノマルソウル〜舞台裏の英雄たち〜
- フジテレビ製作映画作品
  - 地獄の花園
  - 東京リベンジャーズ
  - 沈黙のパレード
- その他映画作品
  - ワールドエンド! フィニーとノアの箱舟
  - エンド・オブ・ホワイトハウス
  - アンコール!!
  - コードネーム:ジャッカル
  - しあわせカモン
  - ソラニン
  - REDLINE
  - 大木家のたのしい旅行 新婚地獄篇
  - 少女たちの羅針盤
  - ばかもの
  - 死にゆく妻との旅路
  - SOMEWHERE
  - 犬とあなたの物語 いぬのえいが
- 韓流ドラマ
  - 僕の彼女は九尾狐
- タイドラマ
  - TharnType/ターン×タイプ
  - TharnType2 -7Years of Love
- TBS制作バラエティ作品
  - あいまいナ!
  - 8時だョ!全員集合（レンタル版）
  - 有吉AKB共和国
  - SASUKE
- BS-TBS制作バラエティ作品
  - ℃-uteのチャレンジTV
- 関西テレビ制作バラエティ作品
  - 思春期こじらせバラエティ 青春カタルシス
  - 新TV見仏記
- その他バラエティ作品
  - 走る男（KBS京都幹事・東名阪ネット6共同制作）
- TBS制作アニメ作品
  - ブレイドアンドソウル
  - 城下町のダンデライオン
  - はんだくん
- テレビ朝日制作アニメ作品
  - パーマン（アニメ第2作）
  - 21エモン
  - 忍者ハットリくんリターンズ
  - 藤子・F・不二雄 TVアニメ アーカイブス
- 朝日放送テレビ制作アニメ作品
  - プリキュアシリーズ（フレッシュプリキュア!からGo!プリンセスプリキュアまでのマスクプレイミュージカル、スイートプリキュア♪からハピネスチャージプリキュア!までのテレビシリーズ本編、映画 プリキュアオールスターズDX3 未来にとどけ! 世界をつなぐ☆虹色の花から映画 プリキュアオールスターズNewStage3 永遠のともだちまでの映画本編など。発売元：マーベラス（旧・マーベラスAQL）（ミュージカルなどのみ朝日放送））
  - メイプルタウン物語（発売元：ベストフィールド）
    - 新メイプルタウン物語 パームタウン編（発売元：ベストフィールド）
- その他アニメ作品
  - 東京喰種トーキョーグール
  - ドアマイガーD（発売元：tvk）
  - バトルスピリッツ 覇王
  - DD北斗の拳シリーズ（発売元：ノース・スターズ・ピクチャーズ）
  - ジュエルペット ハッピネス（発売元：ウィーヴ）
  - ひめゴト
  - 北斗の拳 イチゴ味
  - 温泉幼精ハコネちゃん
  - ブロッカー軍団IV マシーンブラスター
  - 六三四の剣
- その他
  - 新日本プロレス関連（発売元：ビデオ・パック・ニッポン→東京サウンドプロダクション）
  - 渡辺篤史の建もの探訪（テレビ朝日）
  - ミュージカル・テニスの王子様